# فعل در زبان فرانسه
فعل در زبان فرانسه به کلمه اصلی در جمله اطلاق می‌شود که وقوع عمل، حالت یا تحولی را بیان می‌کند و قابلیت صرف شدن (conjugaison) دارد. تعریف جامع فعل فرانسه در کتاب «دستور زبان فرانسه: فعل» از انتشارات دانشگاهی سمت چنین آمده است: «فعل کلمه‌ای است که صرف می‌شود، یعنی بر حسب وجه (mode)، زمان (temps)، حالت (voix)، شخص (personne)، عدد (nombre) و گاه جنسیت (genre) تغییر می‌کند و همواره بخش اصلی گزاره (prédicat) را در جمله تشکیل می‌دهد.»

## اشکال فعل در زبان فرانسه
هر فعل دارای سه شکل ساده (simple)، مرکب (composé) و مرکب پیشین (surcomposé) است و در هر یک از این اشکال در فرانسه صرف می‌شود.
در شکل ساده یا بسیط از دو بخش تشکیل می‌شود: ریشه (radical) که بخش ثابت فعل را تشکیل می‌دهد و پایانه (désinence) که بخش متغیر فعل را تشکیل می‌دهد.
بیشتر افعال فرانسه از لحاظ آوایی فقط یک ریشه ثابت دارند و صرف آنها در زمانهای مختلف ساده است. افعال فرانسه هر چه ریشه‌های آوایی‌شان بیشتر شود، از تعداد آنها کاسته می‌شود، به نحوی که تعداد فعل‌هایی مانند aller, pouvoir, faire, avoir و être که بیشتر از شش ریشه دارند، در مجموع کمتر از ده تا است.
پایانه‌های فعل که بر حسب اشخاص دستوری در نوشته‌ها تغییر می‌کند، معمولاً جز در مورد اول شخص جمع و دوم شخص جمع تلفظ نمی‌شوند.
پایانهٔ اول شخص مفرد:
افعال باقاعده دسته اول: e؛ افعال باقاعده دسته دوم و افعال بی‌قاعده: s (بجز avoir, pouvoir, vouloir و valoir)
پایانهٔ دوم شخص مفرد:
افعال باقاعده دسته اول: es؛ افعال باقاعده دسته دوم s و افعال بی‌قاعده: s (بجز pouvoir, vouloir و valoir)
پایانهٔ سوم شخص مفرد:
افعال باقاعده دسته اول: e؛ افعال باقاعده دسته دوم t و افعال بی‌قاعده: t یا d (بجز avoir, aller, vaincre و convaincre)
پایانهٔ اول شخص جمع:
همهٔ افعال اعم از باقاعده و بی‌قاعده: ons (بجز être)
پایانهٔ دوم شخص جمع:
همهٔ افعال اعم از باقاعده و بی‌قاعده: ez (بجز être, faire و dire)
پایانهٔ سوم شخص جمع:
همهٔ افعال اعم از باقاعده و بی‌قاعده: ent (بجز être,avoir, faire و aller)

## وجه (mode) در زبان فرانسه
وجوه در زبان فرانسه به دو بخش تصریفی (conjugable) و غیرتصریفی (non-conjugable) تقسیم می‌شوند.
وجه تصریفی شامل وجه اخباری (indicatif)، وجه التزامی (subjonctif) و وجه امری (impératif) است.
وجه غیر تصریفی شامل وجه مصدری (infinitif)، وجه وصفی (participe) و وجه ژروندیف (gérondif) است.

## زمان (temps) در زبان فرانسه
الف) در شکل ساده (simple) با استناد به تقسیم‌بندی جدید زمانها در کتاب گرامر جامع فرانسه (به فرانسوی: Le Bon Usage) (چاپ سیزدهم به بعد) اثر موریس گرویس:
وجه اخباری: زمان حال (présent)، ماضی استمراری (imparfait)، ماضی ساده (passé simple)، آینده ساده (futur simple) و شرطی حال (conditionnel présent)
وجه التزامی: زمان حال (présent)، ماضی (passé)
وجه امری: زمان حال (présent)
وجه مصدری: زمان حال (présent)
وجه ژروندیف: زمان حال (présent)
ب) در شکل مرکب (composé)
وجه اخباری:، ماضی نقلی (passé composé)، ماضی بعید (plus-que-parfait)، ماضی مقدم (passé antérieur)، آینده مقدم (futur antérieur) و شرطی گذشته (conditionnel passé)
وجه التزامی: گذشته (passé)، ماضی بعید (plus-que-parfait)
وجه امری: گذشته (passé)
وجه مصدری: گذشته (passé)
وجه ژروندیف: گذشته (passé)
ج) در شکل مرکب پیشین (surcomposé)
وجه اخباری:، ماضی نقلی پیشین (passé surcomposé)، ماضی بعید پیشین (plus-que-parfait surcomposé)، آینده مقدم پیشین (futur antérieur surcomposé) و شرطی گذشته پیشین (conditionnel passé surcomposé)
وجه التزامی: گذشته پیشین (passé surcomposé)
وجه مصدری: گذشته پیشین (passé surcomposé)
وجه ژروندیف: گذشته پیشین (passé surcomposé)

## انواع فعل در زبان فرانسه
در فصل سوم کتاب «دستور زبان فرانسه: فعل» از انتشارات دانشگاهی سمت، فعل فرانسه بر حسب کارکرد یا نقشی (fonction) که در جمله ایفا می‌کند، به دسته‌های زیر تقسیم شده است:
فعل لازم
فعل لازم (intransitif) نیاز به متمم مفعولی ندارد؛ مانند venir (آمدن)، voyager (مسافرت کردن)
فعل متعدی
فعل متعدی (transitif) نیاز به متمم مفعولی دارد؛ مانند voir (دیدن)، acheter (خریدن)
فعل قرینه‌ای
فعل قرینه‌ای یا دو وجهی (symétrique) یعنی بی‌آنکه از لحاظ ظاهری تغییری پذیرد می‌تواند لازم یا متعدی باشد؛ مانند coller (چسباندن، چسبیدن)، casser (شکستن)، commencer (شروع کردن، شروع شدن)
فعل معلوم
فعل معلوم (verbe actif): عمل فعل به فاعل نسبت می‌شود.
Jacques a cassé le verre. (ژاک لیوان را شکست)
فعل مجهول
فعل مجهول (verbe passif): فاعل ظاهری (sujet apparent) عمل فعل را می‌پذیرد و متمم عامل (complément d'agent) در حکم فاعل حقیقی (sujet réel) است.
(.Le verre a été cassé par Jacques (et non par Hélène (لیوان توسط ژاک شکسته شد)
فعل دوضمیره
فعل دوضمیره (verbe pronominal): در زبان فرانسه به فعلی دوضمیره گفته می‌شود که همیشه علاوه بر فاعل، و مطابق با شخص دستوری آن یکی از ضمیرهای مفعولی پیوسته me, te, se, nous, vous, se همراه باشد؛ مانند se lever (بلند شدن)، se laver (خود را شستن).
فعل‌های دوضمیره خود به چهار گروه ذاتی (subjectif)، انعکاسی (réfléchi)، دو سویه (réciproque) و مجهول (passif) تقسیم می‌شوند.
فعل بی‌شخص
فعل بی‌شخص (verbe impersonnel): همیشه بعد از ضمیر خنثی il که فاعل ظاهری جمله است و معنی خاصی ندارد، می‌آید.
Il pleut. (باران می‌بارد)
Il faut partir. (باید راه افتاد)
فعل کمکی
در زبان فرانسه دو فعل کمکی (verbe auxiliaire) وجود دارد: avoir و être. این فعل‌ها چنانچه پیش از اسم مفعول (participe passé) واقع شوند، زمانهای مرکب و مرکب پیشین را می‌سازند. تعداد کمی از فعل‌های فرانسه که دلالت بر حرکت کلی دارند و نیز همهٔ افعال مجهول و دو ضمیره با فعل کمکی être و بقیه فعل‌ها با فعل کمکی avoir صرف می‌شوند.
فعل نیمه‌کمکی
فعل نیمه کمکی (verbe semi-auxiliaire) به فعلی گفته می‌شود که می‌تواند پیش از مصدر به کار برود. مهم‌ترین افعال نیمه کمکی زبان فرانسه عبارتند از: aller, devoir, faire, laisser, pouvoir, savoir, vouloir

## پانوشت‌ها
1. ↑  دستور زبان فرانسه: فعل/ محمدجواد کمالی، انتشارات سمت، چاپ چهارم، ۱۳۹۳، ص ۵
2. ↑  همان، فصل دوم
3. ↑  همان، ص ۶۵–۱۰۵